# Џорјаку
Џорјаку (承暦) је јапанска ера (ненко) која је настала после Џохо и пре Еихо ере. Временски је трајала од новембра 1077. до фебруара 1081. године и припадала је Хејан периоду. Владајући монарх био је цар Ширакава.

## Важнији догађаји Џорјаку ере
- 1077. (Џорјаку 1, први месец): Ширакава одлази у храм Камо успут посећујући остала оближња светилишта.[3]
- 1077. (Џорјаку 1, други месец): Удаиџин Минамото но Морофуса умире од чира у 70 години живота.[3]
- 1077. (Џорјаку 1): Цар наређује изградњу Хошо-џи храма посвећен „моћи будистичких правила“. Овај храм постаје први ох драмова који су изграђени „светим заветом“ цара. Њена пагода по изградњи имала је девет спратова.[4][5]
- 1079. (Џорјаку 3, десети месец): Цар посећује Фушими Инари-таиша у подножју планине Фушими и храм Јасака.[3]